# Neukirch/Lausitz
Neukirch/Lausitz (górnołuż. Wjazońca, wym. [ˈwʲazɔnʲt͡sa]) – miejscowość i gmina w Niemczech, w kraju związkowym Saksonia, w okręgu administracyjnym Drezno, w powiecie Budziszyn.

## Współpraca
Miejscowość partnerska:
- Bönnigheim, Badenia-Wirtembergia